# Punga Mare
Punga Mare – jezioro na Tytanie położone bardzo blisko bieguna północnego, trzeci co do wielkości zbiornik płynnych węglowodorów na powierzchni tego księżyca, po Kraken Mare i Ligeia Mare.
Jezioro to ma długość ok. 380 km. Jego linia brzegowa w południowej części jest poszarpana, ma charakter riasowy. Nazwa jeziora pochodzi od bóstwa Punga z mitologii maoryskiej, syna boga morza Tangaroa i ojca rekinów oraz jaszczurek.

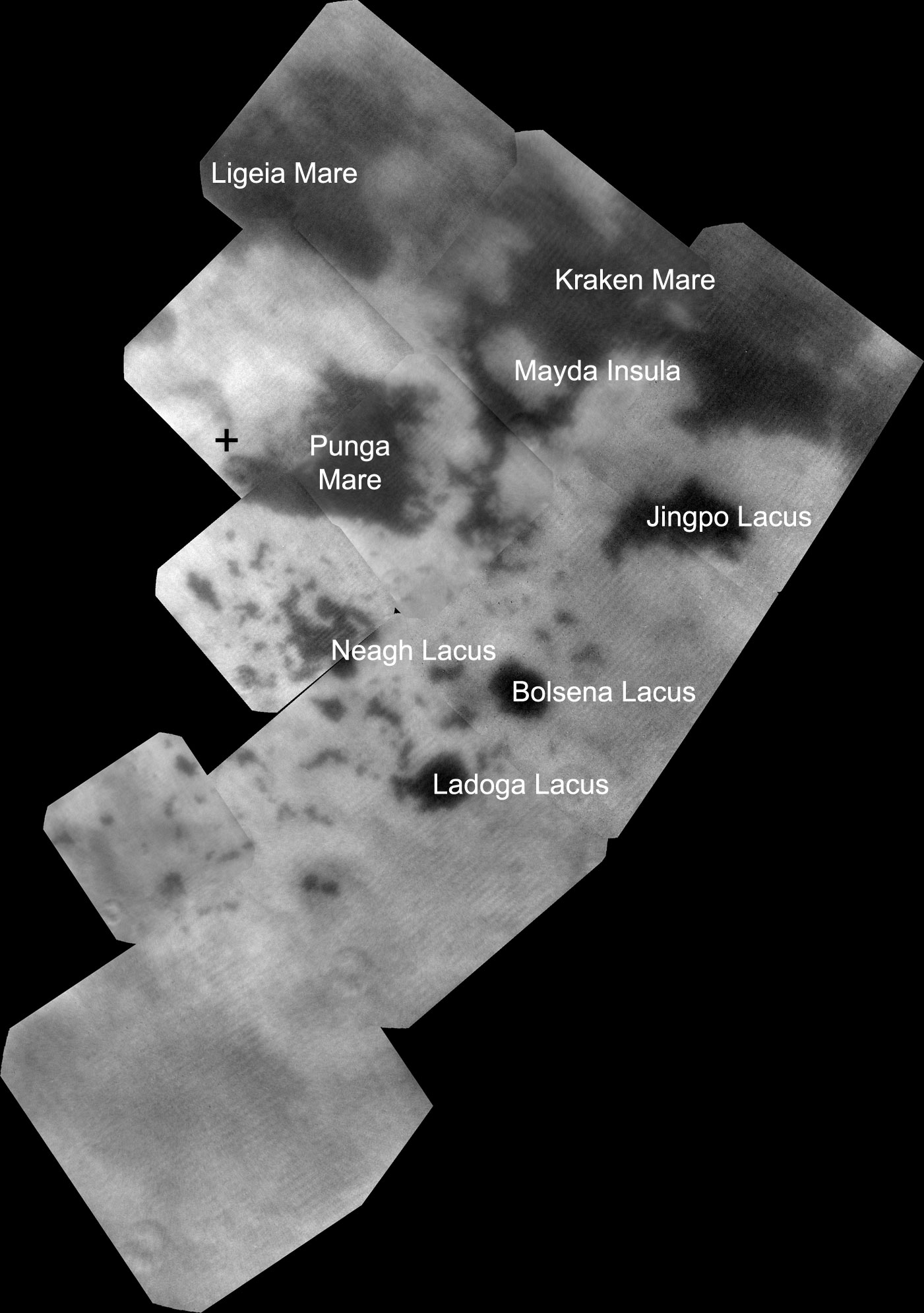
Zdjęcie podczerwone okolic bieguna północnego Tytana (zaznaczony znakiem +), z widocznym całym obszarem Punga Mare